# Bomber (film 1982)
Bomber è un film del 1982 diretto da Michele Lupo.

## Trama
Bud Graziano, alias Bomber, vecchia gloria del pugilato, lavora su una vecchia barca logorata come capitano. La sua barca è destinata alla demolizione, così si ritrova senza lavoro e senza un tetto. Bud incontra sulla sua strada Jerry, giovane proprietario di una palestra frequentata da personaggi pittoreschi, che praticano la boxe con scarsi risultati, salvandolo da loschi figuri che vogliono picchiarlo e rivelando così la sua natura di pugile. Grazie all'aiuto di sua sorella Susanna, cuoca e titolare di una trattoria in spiaggia antistante alla palestra, e con l'offerta di vitto e alloggio, Jerry convince Bud a trovare un pugile per un imminente incontro contro un atleta della palestra di Rosco Dunn, un "sergentone americano" dedito a mille loschi traffici, che vince con l'inganno e incute paura a chi lo sfida.
Durante una rissa in un locale Bud nota Giorgio Desideri, in arte Giorgione, un ragazzo napoletano che vive di espedienti ed estraneo allo sport, ma dal destro vincente. Dopo un inseguimento, i due lo convincono a praticare e Giorgione — nonostante un arbitraggio sfacciatamente a suo sfavore — sconfigge l'atleta degli statunitensi Sam Newman. In seguito alla sconfitta subita, gli scagnozzi di Rosco incendiano la palestra di Jerry. Bomber decide allora di sfidare il sergente americano in una divertente gara clandestina di tiro alla fune, vincendo; con il denaro conquistato, i ragazzi riaprono la palestra "Forti e Tenaci".
Successivamente, però, Rosco Dunn riesce a corrompere Giorgione, raccontandogli una versione menzognera dell'incontro di boxe tra lui e Bud Graziano (in realtà i suoi scagnozzi fratturarono la mano di Bud il giorno prima dell'incontro). Giorgione perde volontariamente un incontro con un certo Attilio Jacovoni, detto Tritolo, e si pone così alle dipendenze di Croupe, il suo socio. Bud si vendica devastando il locale di Croupe e riesce a riportare Giorgione sulla retta via.
Desideri sfida Dunn a un incontro di pugilato per consentire a Bud Graziano di avere la sua rivincita. Dopo un duro allenamento, la sera dell'incontro gli scagnozzi di Dunn spezzano la mano destra a Giorgione, ripetendo quanto accadde anni prima con Bomber prima che affrontasse il sergente. Durante il match, nonostante il grave infortunio, Giorgione riesce a restare in piedi alla fine della prima ripresa. Bomber, dopo aver tolto il guantone dalla mano di Giorgione, scopre l'imbroglio e, spedendo l'arbitro fuori dal ring con uno spintone, affronta Rosco Dunn a pugni nudi. Con le mani in perfette condizioni, sostenuto dall'intero palasport, Bud Graziano tempesta di pugni Dunn sconfiggendolo nettamente scaraventandolo addirittura fuori dal ring dalla terza corda con un bel destro. Bomber ottiene così la meritata rivincita e, a braccia spalancate, riceve l'acclamazione del pubblico e dei suoi amici.

## Personaggi
È presente un giovane Mario Mattioli nel film come commentatore a bordo ring in due incontri combattuti da Desideri.

## Produzione
Il film è stato girato principalmente a Marina di Pisa, Tirrenia, Pisa e Livorno. La scena finale dell'incontro di pugilato tra Bud e Rosco si svolge nel Palasport di Forte dei Marmi. Alcune di queste location erano già state utilizzate in Lo chiamavano Bulldozer. La location versiliese è evidente nelle scene di insieme, dove vediamo uno sponsor storico del palazzetto di Forte dei Marmi, vale a dire "Anna Farioli Pianoforti, Forte dei Marmi".
Il regista Michele Lupo ripropone Bud Spencer nei panni del possente marinaio, già attivo in Lo chiamavano Bulldozer (1978), sebbene lì si trattasse di un ex giocatore di football americano. La trama dei due film, a parte la scelta dello sport che fa da sfondo, ha quasi tutto in comune: il litorale pisano - con la sola novità di Forte dei Marmi al posto di Viareggio; la locanda del porto; i militari statunitensi nel ruolo degli antagonisti; i soprusi ai danni di un gruppo di italiani; l'evento sportivo come riscatto dalle angherie; un protagonista che vive in una barca e sul set alcuni degli attori di Lo chiamavano Bulldozer: Nando Paone, Ottaviano Dell'Acqua, Piero Del Papa e Pietro Torrisi. La scena del combattimento finale presenta un piccolo errore: la bandiera americana esposta verticalmente come quella italiana, va posta con il rettangolo azzurro sul lato sinistro alto e non destro. Questo perché negli Stati Uniti d'America vengono considerati un fronte e un retro del vessillo e al cospetto della bandiera nazionale ci si trova sempre alle spalle - unica eccezione quando è posta orizzontalmente. 
Per la parte di Rosco Dunn fu ingaggiato un vero pugile, il peso massimo sudafricano Kallie Knoetze, ritiratosi dall'attività l'anno precedente. 
Jerry Calà, all’epoca componente de I Gatti di Vicolo Miracoli, girava le sue scene durante il giorno e la sera partiva per esibirsi in tour con il gruppo. Bud Spencer, accortosi che il suo collega era sempre molto stanco nelle riprese mattutine, lo aspettò nella hall dell’hotel all’alba, mentre Calà era di rientro da uno spettacolo, e gli disse che doveva scegliere l’una o l’altra professione, incoraggiandolo a lasciare il gruppo per continuare la carriera di attore solista.
Riguardo all’esperienza sul set Calà ha dichiarato:
«Nel 1982 girai il mio secondo film, Bomber, con Bud Spencer, che una mattina trovai ad aspettarmi nella hall dell’albergo mentre all’alba stavo rientrando esausto dopo l’ennesimo spettacolo in un teatro lontano. Bud mi fece cenno con il dito di avvicinarmi. Mi hanno cuccato, sono fritto, pensai. E lui: “Jerry, ti capisco, capisco il tuo senso dell’amicizia, (con i Gatti) ma questo è il tuo momento. Ci siamo accorti che tu la mattina non rendi. Te lo dico come un padre. Taglia con quella vita e buttati nel cinema”. Così andai dai Gatti e dissi che ero allo stremo, che dovevo decidermi e che avevo deciso per il cinema. Loro a denti stretti dissero che se quella era la mia volontà non si sarebbero opposti. Avremmo fatto le ultime date e poi ognuno per la propria strada. Furono giorni tremendi, e già tremavo pensando all’ultima serata, quando ci saremmo dovuti dire addio. La rottura fu difficile, e passarono anni prima che riprendessimo a parlarci».
A proposito di Bud Spencer ha invece dichiarato:
«Girando Bomber con Bud Spencer imparai tantissimo, lui era una star a livello internazionale, lavorare con lui è stato come frequentare l'università del cinema, era il mio idolo, e diventammo molto amici. In quel film comunque ero libero di esprimermi, inserii un elemento comico e folle in una pellicola dedicata al pugilato. Ricordo che Bud ci vedeva pochissimo, portava gli occhiali, ma sul set non poteva tenerli, quindi mi diceva: "Jerry, quando l'aiuto regista dà il segnale, tu dammi un colpetto sulla gamba e io parto!". Lui era anche un pilota di aerei, aveva un suo velivolo e una sua compagnia aerea. Nel weekend si interrompevano le riprese e chi voleva tornava a casa, visto che andavamo entrambi a Roma volle darmi un passaggio sul suo aereo, conoscendo la sua miopia mi guardai bene dall'accettare e decisi di rimanere a Tirrenia dove giravamo il film, ma a Roma avevo da fare, così andai all'aeroporto di Pisa a prendere un normale aereo di linea. Purtroppo quell'aeroporto era fatto in modo tale che il percorso per i voli di linea fosse parallelo a quello di chi andava agli aerei privati, ero al gate mentre Bud andava verso il suo aereo e mi vide, che sfiga! Me ne disse di tutti i colori! E mi disse: "Non ti fidi eh? Ma guarda che sono bravissimo come pilota!" e mi abbracciò».

## Colonna sonora
La colonna sonora è stata realizzata dagli Oliver Onions. La base del brano Fantasy è la stessa della sigla dell'anime Galaxy Express 999 intitolata Galaxy. Maurizio de Angelis ha dichiarato in un'intervista che al regista di Bomber piacque la sigla di Galaxy Express 999 e desiderava inserirla nel film. I fratelli de Angelis acconsentirono al desiderio del regista, riutilizzando la stessa base musicale per Fantasy modificandone solo il testo, per renderlo più aderente al film.
La colonna sonora è quindi stata distribuita solamente in un singolo su 45 giri da Polydor Records per il mercato italiano e tedesco contenente le due tracce Fantasy e Baby Love. Nel 1993 Fantasy è stata inserita nella raccolta The very best of Oliver Onions (Edelton – 0027292EDL).

### Tracce
1. Fantasy – 3:28 (Guido e Maurizio De Angelis, Cesare De Natale)
2. Baby Love – 3:40 (Guido e Maurizio De Angelis, Cesare De Natale, Susan Duncan-Smith)

Durata totale: 7:08

## Accoglienza

### Incasso
Il film incassò 587.789.000 lire. In Italia è diventato un cult, ma riscosse ancora maggior successo in Ungheria, dove fu campione d'incassi nel 1985 con 1,8 milioni di presenze in sala.

### Critica
La pellicola fu apprezzata dalla critica, la rivista cinematografica Saison Cinematographique per esempio la definì "(...) Un film sicuramente divertente, dove c'è ritmo e movimento ed anche una bella esposizione di sentimenti positivi. (...) Michele Lupo, lasciatecelo dire, sa dirigere come meglio non saprebbe fare qualsiasi suo collega americano di film del genere".